# Ulrich IV. von Walsee

Stammwappen derer von Walsee

Ulrich IV. von Walsee († 1400), aus dem Ministerialengeschlecht der Walseer, war 1384 Landeshauptmann der Steiermark.

## Leben
Ulrich IV. von Walsee-Drosendorf scheint in Urkunden vom 15. Juni 1370 bis zum 3. Februar 1400 auf. Er saß zu Enzelsfeld (Engelschalchsfeld). Am 13. November 1384 wird er als Hauptmann in der Steiermark erwähnt. Zwischen 31. Jänner 1396 und 17. März 1398 ist er als Hofmeister von Herzog Wilhelm bezeugt. In diesem Amt folgt ihm 1397 sein Vetter Rudolf I. von Walsee-Enns nach. Nach dem Säusensteiner Nekrolog starb er im Jahr 1400. Ein Jahr vor seinem Tod stiftete er das Bürgerspital in Enzesfeld.